# Bisdom Luz
Het bisdom Luz (Latijn: Dioecesis Luceatina) is een rooms-katholiek bisdom met als zetel Luz, in Brazilië. Het bisdom is suffragaan aan het aartsbisdom Belo Horizonte.

## Geschiedenis
Het bisdom werd opgericht op 18 juli 1918, als bisdom Aterrado, uit delen van het bisdom Uberaba en het aartsbisdom Mariana. Op 5 december 1960 werd het hernoemd naar bisdom Luz. 

## Parochies
Het bisdom had in 2021 een oppervlakte van 24.990 km2 en telde 522.091 inwoners waarvan 82,1% rooms-katholiek was.

## Bisschoppen
- Manuel Nunes Coelho (10 juni 1920 - 8 juli 1967)
- Belchior Joaquim da Silva Neto (9 juli 1967 - 18 mei 1994; coadjutor sinds 13 februari 1960)
- Eurico dos Santos Veloso (18 mei 1994 - 28 november 2001; coadjutor sinds 22 mei 1991)
- Antônio Carlos Félix (5 februari 2003 - 6 maart 2014)
- José Aristeu Vieira (25 februari 2015 - heden)

Belo Horizonte (aartsbisdom) · Divinópolis · Luz · Oliveira · Sete Lagoas